# Mühlenberg (Arnsberg)
Mühlenberg ist ein Wohnquartier mit 2376 Einwohnern im Arnsberger Stadtteil Hüsten im Hochsauerlandkreis in Nordrhein-Westfalen.
Das Gebiet wurde seit den 1890er Jahren verstärkt bebaut. Dort errichteten unter anderem Führungskräfte der Hüstener Gewerkschaft teils villenartige Wohngebäude. Heute ist das Gebiet im Wesentlichen durch Einfamilienhäuser und einige größere Mietwohnungsbauten geprägt. 
Unweit nördlich unterhalb des Mühlenberges fließt die Röhr und verläuft die A 46.
Das Quartier besitzt eine Grundschule, die den Namen „Grundschule Mühlenberg“ trägt. Hinzu kommt eine Kindertagesstätte mit Familienzentrum. Dort befindet sich auch die Kreuzkirche der evangelischen Gemeinde Hüsten. Unmittelbar angrenzend bereits auf dem Gebiet von Herdringen befinden sich ein Golfplatz und eine Reitanlage.